# Tripofobia

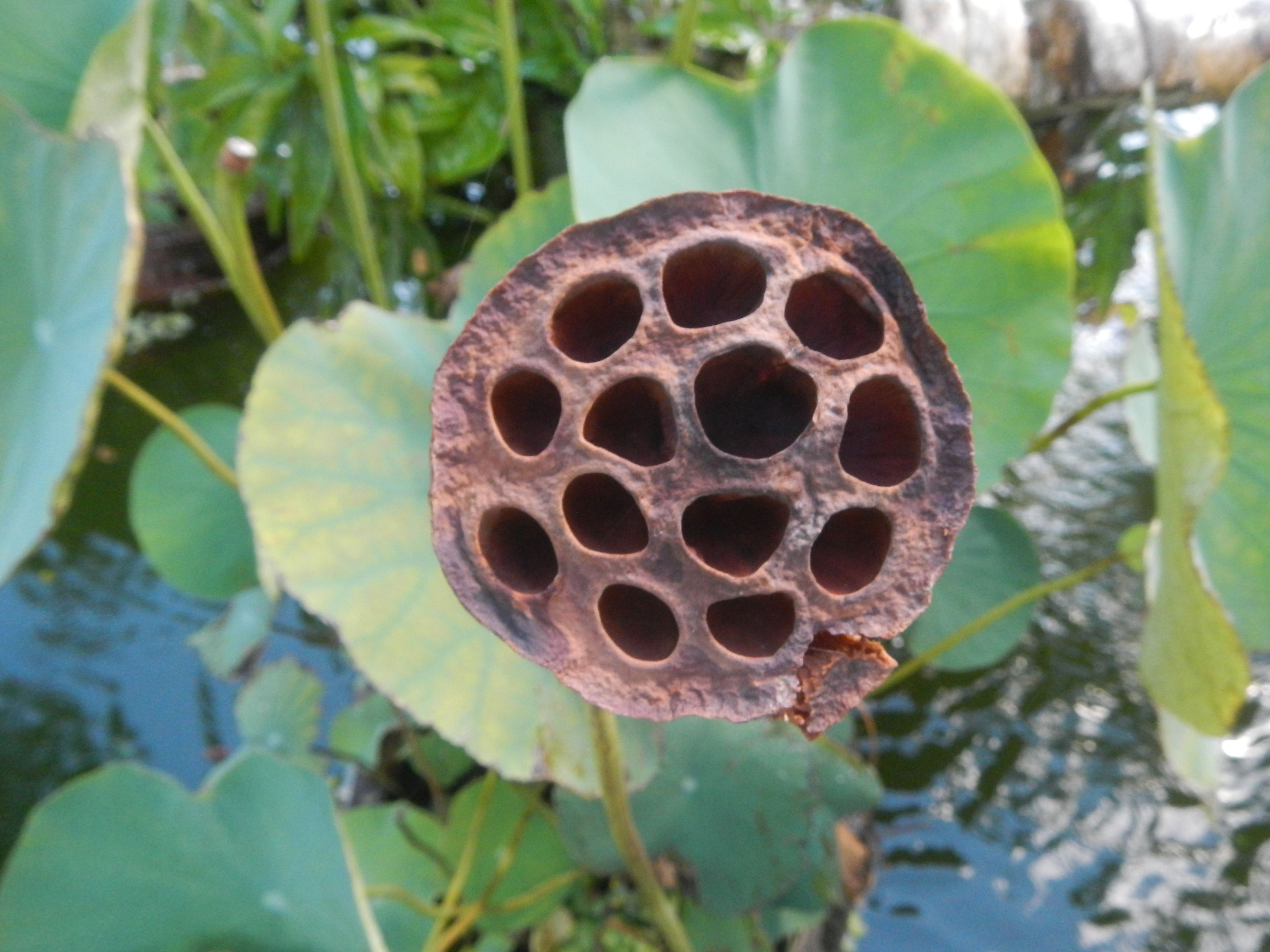
Exemplo de imagem que causa Tripofobia

Tripofobia (em grego:  τρύπα trýpa "buraco", e φόβος phóbos "medo") é um nome proposto para a  fobia de padrões irregulares ou de agrupamento de pequenos buracos ou saliências . Embora o termo seja popular na Internet, as comunidades médica e científica não consideram que a "tripofobia" exista, argumentando que quase todas as pessoas sentem aversão a buracos em tecidos vivos, mas que não se trata de uma verdadeira fobia.

## História
Acredita-se que o termo tenha sido criado por um participante em um fórum on-line em 2005.
Essa doença ou condição não é reconhecida no Manual Diagnóstico e Estatístico de Transtornos Mentais da Associação Americana de Psiquiatria ou da literatura científica, mas milhares de pessoas afirmam que possuem um medo patológico, aversão ou repugnância de objetos com padrões irregulares de furos, tais como colmeias, formigueiros e sementes de lótus.[carece de fontes?]
A pesquisa é recente e limitada a Arnold Wilkins e Geoff Cole, que alegam serem os primeiros a investigar cientificamente, e acreditam que a repulsa não é baseada em um medo influenciado por fatores culturais.
Wilkins e Cole sugerem que a aversão tenha origem em nossos ancestrais, pois as imagens se assemelham a vermes que geram inflamações ao penetrar no corpo da pessoa, sendo uma forma evolutiva para se adaptar a algo que possa causar doenças.